# ریکوتو تامای
ریکوتو تامای (ژاپنی: 玉井 陸斗؛ زادهٔ ۱۱ سپتامبر ۲۰۰۶) شیرجه‌رو اهل ژاپن است.
وی در مسابقات کشوری و بین‌المللی در مجموع برندهٔ ۲ مدال نقره شده است.